# Gibasis chihuahuensis
Gibasis chihuahuensis är en himmelsblomsväxtart som först beskrevs av Paul Carpenter Standley, och fick sitt nu gällande namn av Otto Rohweder. Gibasis chihuahuensis ingår i släktet Gibasis och familjen himmelsblomsväxter. Inga underarter finns listade.